# اوا راس
اوا راس (سیریلیک صربی: Ева Рас؛ زادهٔ ۱ ژانویهٔ ۱۹۴۱) بازیگر، نویسنده و نقاش اهل صربستان است. وی از سال ۱۹۶۳ میلادی تاکنون مشغول فعالیت بوده‌است.
از فیلم‌ها یا برنامه‌های تلویزیونی که وی در آن نقش داشته‌است می‌توان به در عشق، هر لذتی با رنج همراه است، وقتی بابا رفته بود مأموریت و مرشد و مارگاریتا اشاره کرد.